# Autoceļš A2
Autoceļš A2 ist eine zu Lettlands Staatsstraßen gehörende „Staatliche Hauptstraße“ (lett. Valsts galvenie Autoceļi). Sie führt von Riga über Ape und dann weiter zur Grenze mit Estland und ist ein Teil der Europastraße 77.

## Aktuelle Situation
Der Abschnitt von Riga bis Sēnīte ist mit insgesamt vier Fahrstreifen und zwei Fahrbahnen ausgebaut. Das restliche Teilstück ist derzeit nur als Straße mit einem Fahrstreifen pro Richtung und einer Fahrbahn ausgestattet.
Die A2 ist eine der ersten Straßen Lettlands, die vierspurig gebaut wurde. Sie zählt aber auch zu den langsamsten Straßen des Landes, insbesondere auf dem Abschnitt von Riga bis nach Sigulda. Dort beträgt die Höchstgeschwindigkeit 90 km/h.
Zurzeit erfolgt eine Modernisierung des Abschnittes vom Autobahnkreuz mit der A1 bis zum Autobahnkreuz mit der A3 bis 2015. Die Autobahn soll so ausgebaut werden, damit die Höchstgeschwindigkeit auf diesem Teilstück auf 110 km/h angehoben werden kann.
Die durchschnittliche Verkehrsstärke beträgt 9686 Fahrzeuge pro Tag im Jahr 2011.
Die Fortsetzung in Estland bildet die Nationalstraße Põhimaantee 7.

## Wichtige Ortschaften entlang der Strecke
- Riga
- Inčukalns
- Sigulda
- Rauna
- Smiltene
- Ape

## Galerie

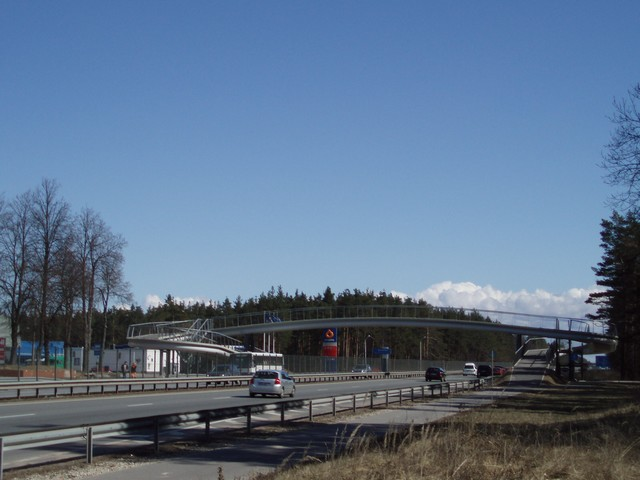
A2 bei Berģi.
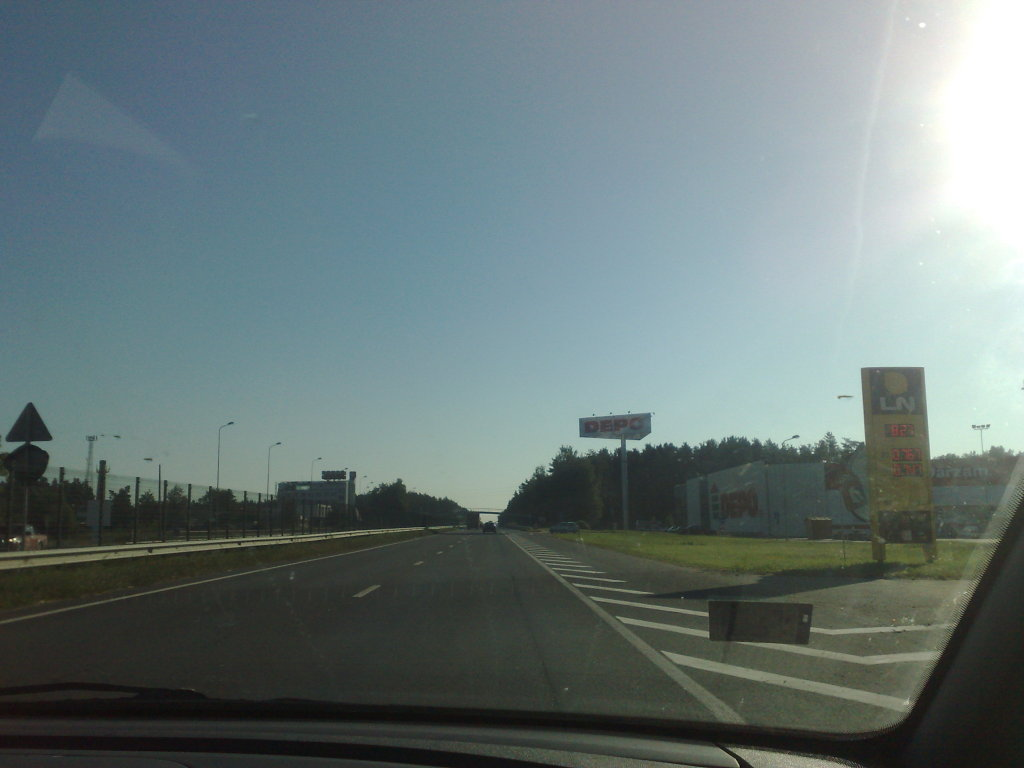
A2 bei Berģi.
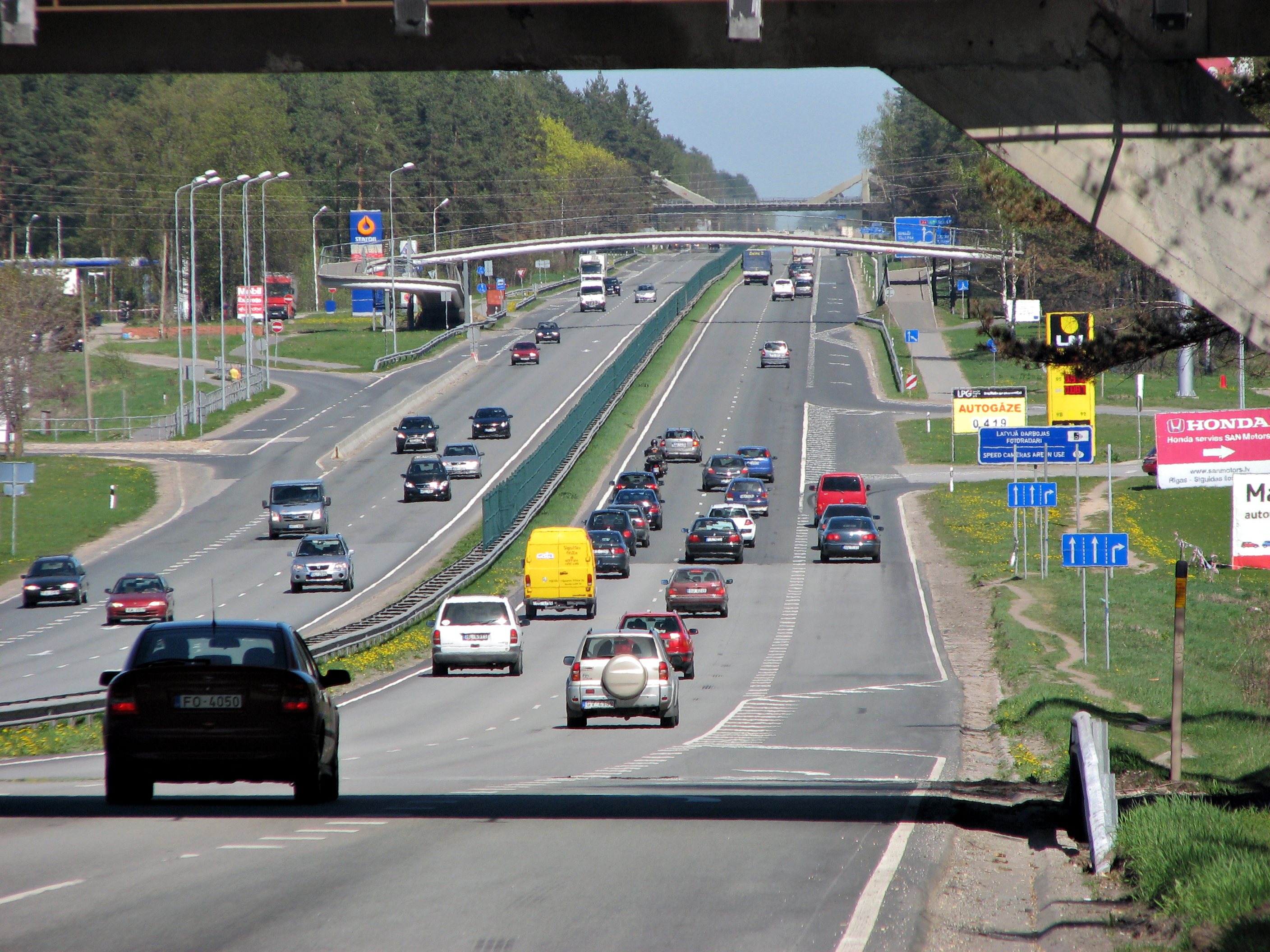
A2 von Riga aus gesehen in Richtung Sigulda.
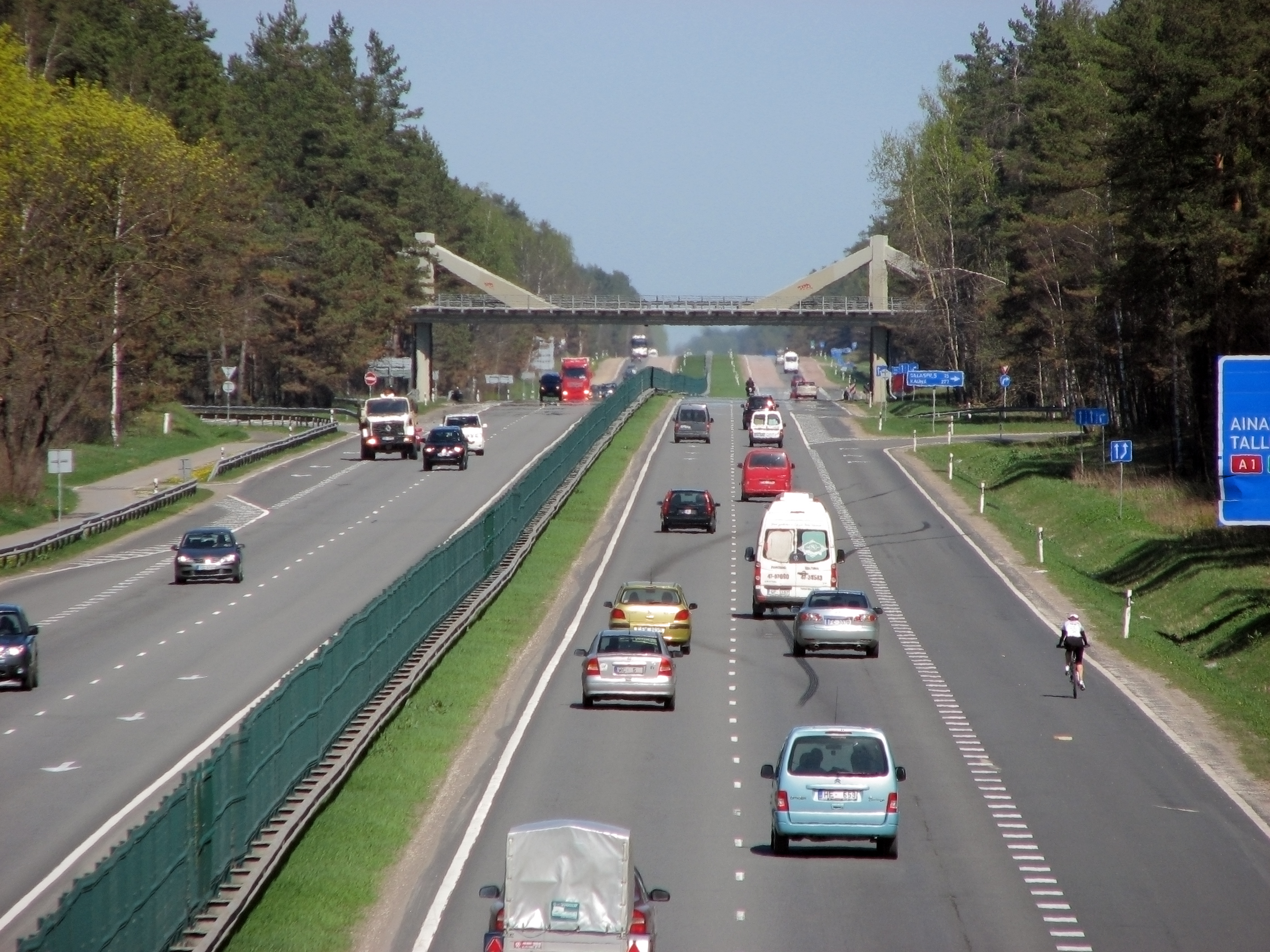
A2 von einer Fußgängerüberführung in Berģi aus gesehen.
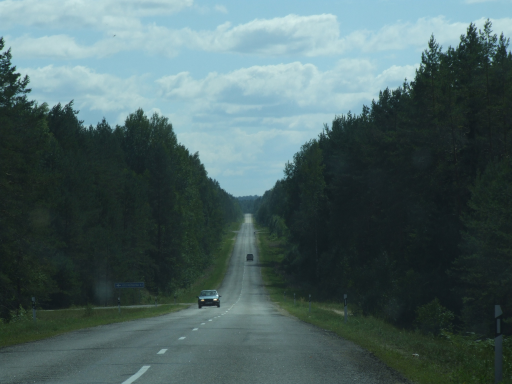
A2 bei Ape, 2006.
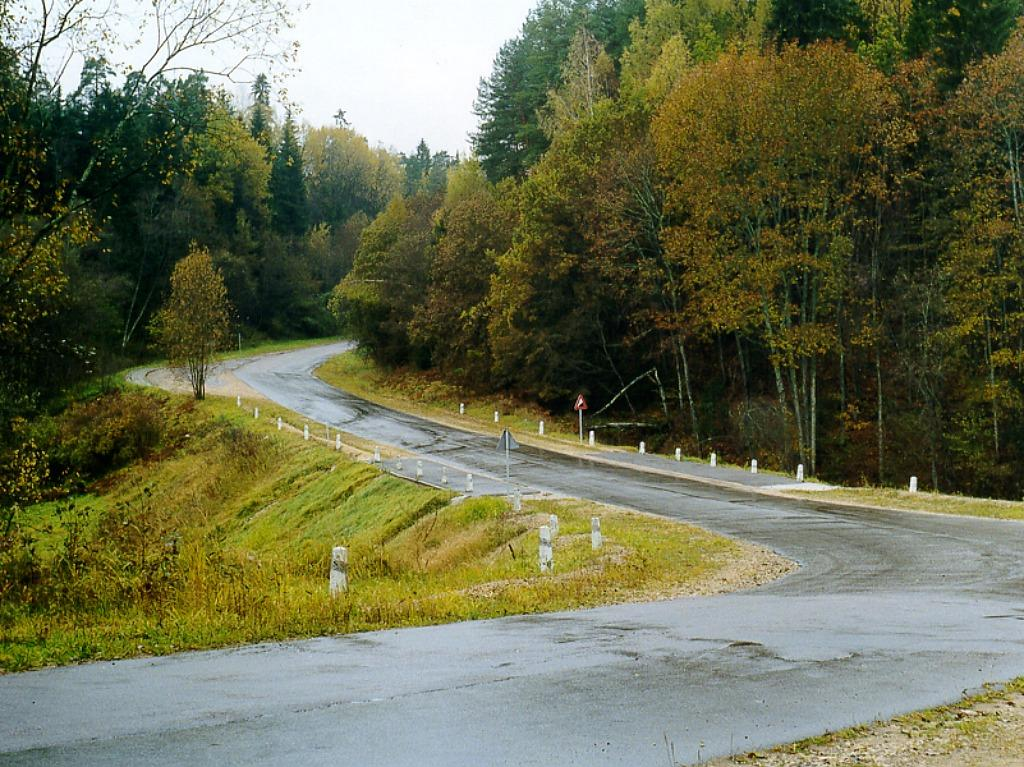
Ein ehemaliger Teil der A2 in Sigulda, 1998. Heutzutage durch eine neuere und geradlinigere Straße ersetzt.